# Luis Salaya Julián
Luis Salaya Julián (Zaragoza, 23 de junio de 1988)  es un empresario y político español perteneciente al Partido Socialista Obrero Español.

## Biografía

### Primeros años y formación
Nacido en Zaragoza, se trasladó a Extremadura con sus padres antes de cumplir su primer año y ha sido en Cáceres donde ha transcurrido la mayor parte de su vida y donde ha fijado la residencia, aunque por razones de trabajo como empresario autónomo, se haya visto obligado a pasar en Madrid algunas temporadas.
Inició sus estudios en el IES Profesor Hernández Pacheco continuándolos en el IES Universidad Laboral.
Es Graduado en Derecho (2018); se formó en las Universidades de Extremadura y UDIMA. En la UEX fue representante estudiantil en distintos espacios y cuenta con galardones en varias ediciones del Torneo del Club de Debate de la Universidad de Extremadura.

### Trayectoria profesional
Fue socio fundador de Big Head Academy, una empresa de consultoría dedicada a la formación en competencias profesionales y la consultoría para la adaptación de profesionales a las habilidades precisas para enfrentarse a las necesidades de la empresa del futuro en un entorno laboral cambiante. A lo largo de los últimos años ha compatibilizado su trabajo en la empresa y su actividad política.
Cuenta, además, con experiencia en los medios de comunicación como tertuliano en dos programa Concretamente en el programa «A vivir que son dos días» (Cadena SER) y «Frente a frente: Punto de encuentro» (Punto Radio).

## Vida política
Desde la secundaria, demostró una clara vocación política. Su posicionamiento contra la guerra de Irak y contra la reforma educativa de Aznar, le llevó a afiliarse en 2004 a las Juventudes Socialistas, llegando a ser secretario general provincial en 2010 y promoviendo iniciativas novedosas como la apertura de las sedes de la formación política como espacios de estudio tras los recortes en los horarios de los espacios públicos en agosto. Durante esos años, también participó activamente en la Asociación Juvenil Mejostilla Joven, que fue especialmente dinámica entre 2004 y 2008.
En octubre de 2011 participó, junto a un centenar de jóvenes, en el Encuentro Iberoamericano de Juventud Carta Joven donde se debatió en profundidad sobre la crisis de representatividad dentro de los sistemas democráticos y el papel de las redes sociales.
En 2006 se afilió al PSOE. Participó en la campaña para las elecciones autonómicas vascas de 2009 que llevó a Patxi López a ser investido lehendakari.
En las elecciones municipales de 2015, se presentó como candidato socialista al consistorio cacereño. El PSOE consiguió ocho concejales, y durante esa legislatura, Salaya fue portavoz municipal. Entonces declaró públicamente su voluntad de ejercer una oposición responsable y constructiva dentro del Ayuntamiento y, consecuentemente, ha propiciado gran cantidad de acuerdos con el gobierno municipal, como la aprobación de los presupuestos de 2016, así como con los otros grupos de la oposición.

### Alcalde de Cáceres
Tras la victoria en las elecciones primarias en la Agrupación Local del PSOE de Cáceres, fue proclamado de nuevo candidato socialista a la alcaldía de Cáceres para las elecciones municipales de mayo de 2019 y tras los resultados derivados del escrutinio definitivo: PSOE (nueve), Partido Popular (siete), Ciudadanos (cinco), Unidas Podemos (tres), Vox (uno), se convirtió en el alcalde más joven no sólo en la historia del consistorio cacereño al ser proclamado como cabeza de la lista más votada, sino también en el alcalde más joven de una capital de provincia española.
Desde el 17 de enero de 2020 es presidente de la Comisión de ODS  de la FEMP.[cita requerida]
El 2023 perdió la alcaldía en las elecciones municipales.